# Závod (district de Malacky)
Pour les articles homonymes, voir Závod.
Závod (allemand : Sawod ) est un village de Slovaquie situé dans la région de Bratislava.

## Histoire
Première mention écrite du village en 1557.

## Démographie

### Évolution de la population
| Année:               | 1994. | 2004.   | 2014.   | 2024.   |
| -------------------- | ----- | ------- | ------- | ------- |
| Nombre de personnes: | 2532  | 2664    | 2792    | 2938    |
| Différence:          |       | +5,21 % | +4,80 % | +5,22 % |

| Année:               | 2023. | 2024.   |
| -------------------- | ----- | ------- |
| Nombre de personnes: | 2956  | 2938    |
| Différence:          |       | -0,60 % |

## Politique
| Nom         | Parti politique      | date de l'élection | Fin du mandat |
| ----------- | -------------------- | ------------------ | ------------- |
| Jozef Gajda | Candidat indépendant | 02.12.2006         | Déc. 2010     |